# Юченков Гліб Іванович
Юченков Гліб Іванович — російський актор. Народний артист Української РСР (1960).
Народився 17 березня 1911 р. у Москві. Сценічну діяльність почав 1937 року. В 1949–1964 рр. виступав на сцені Кримського російського драматичного театру в п'єсах «Камінний господар», «Богдан Хмельницький», «Загибель ескадри» Корнійчука та ін.
Грав В. Леніна у фільмі «Правда» (1957). Знявся у телесеріалі «Мир хатам, війна палацам» (1970).